# Зайцев, Анатолий Григорьевич (подводник)
Анатолий Григорьевич Зайцев (род. 15 февраля 1945) — советский и российский офицер-подводник, гидронавт, Герой Российской Федерации (18.08.1993). капитан 1-го ранга (3.06.1984). Служил на атомных подводных лодках Краснознамённого Тихоокеанского флота на Камчатке, затем в 10-м отряде гидронавтов войсковой части № 45707.

## Биография
Родился 15 февраля 1945 года в городе Клинцы Брянской области. Русский. В 1964 году окончил среднюю школу в городе Хабаровске<.
В том же 1964 году призван на срочную службу в Военно-морской флот. C октября 1964 по август 1965 года — ученик-автопилотчик Учебного отряда подводного плавания Тихоокеанского флота (с 7 мая 1965 года — Краснознамённый Тихоокеанский флот). Затем поступил в военно-морское училище.
В 1970 году окончил Тихоокеанское высшее военно-морское училище имени С. О. Макарова. По окончании училища службу продолжил на атомных подводных лодках Краснознамённого Тихоокеанского флота на Камчатке: с октября по декабрь 1970 года — командир группы 1-го дивизиона электромеханической боевой части (БЧ-5) подводной лодки К-23; с декабря 1970 года по август 1972 года — командир электронавигационной группы, с августа 1972 года по октябрь 1973 года — командир штурманской боевой части (БЧ-1), с октября 1973 по сентябрь 1975 года — помощник командира К-399; с сентября 1975 года по ноябрь 1977 года — старший помощник командира К-451. К этому времени имел свыше 10 боевых служб и богатый опыт управления кораблями проектов 667А «Навага» и 667-АУ «Налим».
В 1978 году окончил Высшие специальные офицерские классы ВМФ. В июле—августе 1978 года — в распоряжении главнокомандующего Военно-морским флотом. С августа 1978 года продолжил службу в 10-м отряде гидронавтов войсковой части № 45707 Министерства обороны СССР, а после распада СССР — Министерства обороны РФ. С 1979 года — командир строящейся опытной сверхглубоководной атомной подводной лодки. В ходе проведения испытаний экипаж подводной лодки приобрел значительный опыт в обслуживании технических средств в сложных морских условиях во взаимодействии с разнородными силами ВМФ. Затем проходил службу в группе специалистов по освоению глубоководной техники.
С 3 июня 1984 года — капитан 1-го ранга.
В 1986 году окончил Военно-морскую академию имени А. А. Гречко (заочно).

### Герой Российской Федерации
Указом Президента Российской Федерации от 18 августа 1993 года «за мужество и героизм, проявленные при выполнении специального задания в условиях, сопряженных с риском для жизни», капитану 1-го ранга Зайцеву Анатолию Григорьевичу присвоено звание Героя Российской Федерации с вручением медали «Золотая Звезда» (№ 25).
Вместе с ним этим же указом были награждены капитан 1-го ранга В. Ю. Терехов (медаль № 27), капитан 1-го ранга Г. Л. Попов (медаль № 26) и капитан 1-го ранга М. В. Грицко (медаль № 24).

### В запасе
В 1995 году капитан 1-го ранга Зайцев уволен в запас в связи с достижением 50-летнего возраста. После увольнения из рядов ВМФ был заместителем директора пансионата «Ленинградец», возглавлял муниципальный совет № 74 Фрунзенского района Санкт-Петербурга. С 2005 года является руководителем представительства при полномочном представителе Президента РФ в Северо-Западном федеральном округе. Входит в состав Совета Героев Советского Союза и РФ Санкт-Петербурга и Ленинградской области, является руководителем фонда Героев «Звезда».
Живёт в Санкт-Петербурге.

## Награды и звания
- Герой Российской Федерации (18 августа 1993)
- медали[какие?]
- Премия Правительства Российской Федерации в области культуры (17 декабря 2015)[6].